# Heliodora
Heliodora är en kommun i Brasilien.   Den ligger i delstaten Minas Gerais, i den sydöstra delen av landet, 700 km söder om huvudstaden Brasília. Antalet invånare är 6 120.
Omgivningarna runt Heliodora är huvudsakligen savann. Runt Heliodora är det ganska tätbefolkat, med 78 invånare per kvadratkilometer.